# Clifford Curzon

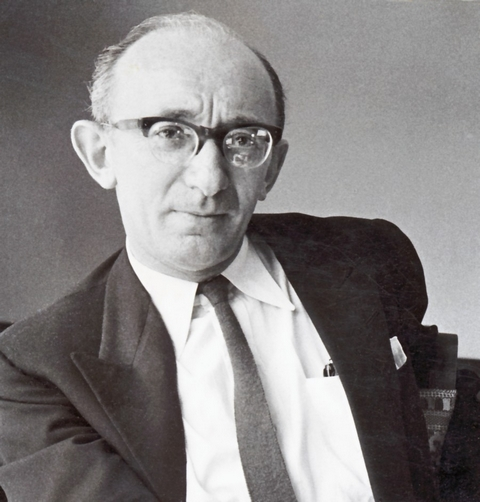
Clifford Curzon (1960)

Sir Clifford Michael Curzon (Londen, 18 mei 1907 - Patterdale, 1 september 1982) was een Engelse pianist.

## Jeugd en opleiding
Curzon werd geboren in Londen als Clifford Michael Siegenberg en was zoon van Michael en Constance Mary Young.  De familie liet na zijn geboorte de familienaam veranderen in Curzon. Curzon studeerde piano aan de Royal Academy of Music waar hij op zeventienjarige leeftijd e prestigieuze  Macfarren Gold medal won in 1924. Curzon was toentertijd de jongste student die werd toegelaten tot deze opleiding. Na het winnen van de medaille werd hij een van de zeven assistent-hoogleraren en voltooide zijn studie in 1926.

## Uitvoeringen en verdere studie
Zijn openbare debuut als uitvoerend solo musicus was tijdens een promenade concert in Londen in 1923 waar hij een van de triple concerten van Bach uitvoerde onder leiding van dirigent Henry Wood. Tussen 1928 en 1930 nam hij lessen bij Artur Schnabel in Berlijn. Hierna ging hij naar Parijs waar hij les nam bij Wanda Landowska en Nadia Boulanger. Hij toerde als musicus door Europa en de Verenigde Staten van Amerika. In 1953 ontving hij van de Engelse regering de onderscheiding Commander of the British Empire en in 1977 werd hij geridderd en in 1980 ontving hij de Gouden Medaille van de Royal Philharmonic Society.

## Repertoire
Curzon was zeer bekend om zijn interpretaties van de werken van Mozart en Schubert.  Hoewel hij een redelijk groot aantal plaatopnamen achterlaat was zijn afkeer van opnames bekend en groot en hij verbood zelfs vaak de uitgave van opgenomen uitvoeringen omdat hij vond dat ze niet voldoende kwaliteit hadden en niet aan zijn zeer hoge eigen standaarden voldeden. In zijn vroegere jaren stond hij bekend als promotor van moderne muziek en de componist Lennox Berkeley droeg zijn Piano Sonate aan hem op. In later jaren verkoos hij echter zich te focussen op het meer elegante achttiende-eeuwse en negentiende-eeuwse Oostenrijks-Duitse repertoire.

## Huwelijk, adoptie en overlijden
In 1931 trouwde Curzon met de Amerikaanse harpist en pianist Lucille Wallace. Ze kregen samen geen kinderen maar toen hun goede vriendin de klassieke sopraan Maria Cebotari op negenendertigjarige leeftijd in Wenen stierf adopterden zij haar twee zoontjes. Over Curzon sprak zijn oom, de pianist en componist Albert Ketèlbey tijdens het BBC programma Desert Island Discs: "Clifford hoorde als kind 's avonds in bed te liggen maar hij was daar vaak niet, hij zat dan buiten op de veranda en luisterde naar zijn oom die aan in mijn vaders oude huis de melodieën van Ketèlbey aan het spelen was." Toen Edward Heath premier van Groot-Brittannië was nodigde hij onder meer Curzon vaak uit om voor hem te komen spelen ofwel in zijn buitenhuis Chequers ofwel in zijn ambtswoning in Downing Street 10. Na zijn overlijden werd Curzon begraven naast zijn vrouw op de begraafplaats van St Patrick's te Patterdale, vlak bij hun huis in het Lake District. Op de grafsteen staan openingswoorden van Schuberts "An die Musik" gegraveerd: "Du holde Kunst".